# 张永祺 (清朝)
張永祺（？—？），字爾成，北直隸順天府大興縣籍，南直隸常州府宜興縣人，清朝政治人物、詩人。

## 生平
順治九年（1652年）壬辰科一甲第二名進士（榜眼），授內弘文院編修，官至大理寺少卿。

## 著作
有《金灘倡和詩》。